# Брусон
Брусон (итал. Brusson) је насеље у Италији у округу Долина Аосте, региону Долина Аосте.
Према процени из 2011. у насељу је живело 418 становника. Насеље се налази на надморској висини од 1339 м.

## Становништво
| 1951. | 1961. | 1971. | 1981. | 1991. | 2001. | 2011. |
| ----- | ----- | ----- | ----- | ----- | ----- | ----- |
| 1.207 | 1.102 | 1.038 | 965   | 901   | 893   | 852   |